# José Luis Benito Ruiz
José Luis Benito Ruiz es un ingeniero industrial, empresario y político guatemalteco, que fungió como Ministro Comunicaciones, Infraestructura y Vivienda, fue nombrado por el presidente de Guatemala Jimmy Morales el 14 de abril de 2018 hasta el 14 de enero de 2020.

## Biografía
José Luis Benito Ruiz es un ingeniero industrial, con un posgrado en ingeniería administrativa y un máster en administración industrial, otro en logística internacional, y un tercero en gerencia logística. Empresario y político guatemalteco, fue Ministro de Comunicaciones, Infraestructura y Vivienda, fue nombrado por el presidente de Guatemala Jimmy Morales el 14 de abril de 2018. Originalmente era el asesor del mandatario, en 2016,  posteriormente se convirtió en viceministro de Comunicaciones, Infraestructura y Vivienda, tras un breve paso como ministro de la misma institución.
Actualmente se encuentra prófugo de la justicia investigado por casos de corrupción